# Gerhard Petschel-Held
Gerhard Petschel-Held (* 1964 in Nürnberg; † 9. September 2005) war ein deutscher Klimaforscher.
Gerhard Petschel-Held studierte in Würzburg und Albany (New York). Er promovierte 1992 in Frankfurt am Main mit einer Arbeit über den Grenzbereich zwischen klassischer Chaostheorie und Quantenmechanik.
Petschel-Held arbeitete ab 1993 am Potsdam-Institut für Klimafolgenforschung (PIK) und übernahm dort die Leitung des Projekts „QUESTIONS: Syndromdynamik des Globalen Wandels“. Dabei ging es darum, mit Hilfe eines interdisziplinären Ansatzes die Mensch-Umwelt-Veränderungen vor einem Erdsystem in kritischer Lage zu untersuchen. Im Oktober 2002 wurde Petschel-Held zum Stellvertreter der Leitung der Abteilung „Integrierte Systemanalyse“ am PIK John Schellnhubers berufen.
Schwerpunkt von Petschel-Helds wissenschaftlicher Arbeit war die Syndromforschung, also die Verbindung von Veränderungen in den Gesellschafts- und Ökosystemen und die Erforschung der gegenseitigen Bedingungen. Zusammen mit Klaus Eisenack entwickelte er das Planspiel „Keep cool“. Mit dem Spiel sollen wissenschaftliche Erkenntnisse einem breiten Publikum zugänglich gemacht und die Mechanismen der Klimaverhandlungen deutlich werden.

## Publikationen (Auswahl)
- Gerhard Petschel-Held, Hans-Joachim Schellnhuber, Thomas Bruckner, Ferenc L. Tóth, Klaus Hasselmann: The Tolerable Windows Approach: Theoretical and Methodological Foundations. In: Climatic Change. Band 41, Nr. 3-4, März 1999, S. 303–331, doi:10.1023/A:1005487123751.
- G. Petschel-Held, A. Block, M. Cassel-Gintz, J. Kropp, M. K. B. Lüdeke, O. Moldenhauer, F. Reusswig, H. J. Schellnhuber: Syndromes of Global Change: a qualitative modelling approach to assist global environmental management. In: Environmental Modeling & Assessment. Band 4, Nr. 4, Dezember 1999, S. 295–314, doi:10.1023/A:1019080704864.
- Vierter Sachstandsbericht des IPCC: Climate Change 2007: Working Group III: Mitigation of Climate Change
- Chris Couch, Lila Leontidou, Gerhard Petschel-Held (Hrsg.): Urban Sprawl in Europe. Landscapes, Land-Use Change & Policy. Wiley-Blackwell, ISBN 978-1-4051-3917-5.